# Ігнашкино (Біжбуляцький район)
Ігна́шкино (рос. Игнашкино, башк. Игнашкин) — присілок у складі Біжбуляцького району Башкортостану, Росія. Входить до складу Михайловської сільської ради.
Населення — 73 особи (2010; 78 в 2002).
Національний склад:
- чуваші — 99 %